# 751 Faïna
751 Faïna
751 Faïna là một tiểu hành tinh ở vành đai chính. Nó được G. N. Neujmin phát hiện ngày 28.4.1913 ở Simeiz (Krym, Ukraina) và được đặt theo tên Faina Mikhajlovna Neujmina, bạn đồng nghiệp và là vợ thứ nhất của Neujmin. Tên của tiểu hành tinh này được dùng để đặt cho nhóm tiểu hành tinh Faïna